# Trần Minh Thống
Trần Minh Thống (sinh năm 1958) là đại biểu Quốc hội Việt Nam khóa XIII, thuộc đoàn đại biểu Kiên Giang. trình độ chuyên môn: Cử nhân luật và Cử nhân chính trị. Ông Thống đã từng giữ chức vụ Trưởng ban Tổ chức Tỉnh ủy, Bí thư Thành ủy Rạch Giá, Phó Bí thư Thường trực Tỉnh ủy Kiên Giang, Bí thư Tỉnh ủy Kiên Giang.
Ngày 16/10/2015, Trung ương triển khai quyết định của Bộ Chính trị điều động ông Trần Minh Thống, Bí thư Tỉnh ủy Kiên Giang khóa IX, Trưởng đoàn Đại biểu Quốc hội đơn vị tỉnh Kiên Giang thôi tham gia Ban Chấp hành, Ban Thường vụ Tỉnh ủy và thôi giữ chức Bí thư Tỉnh ủy Kiên Giang khóa IX, nhiệm kỳ 2010 - 2015 để giữ chức Phó Trưởng ban Chỉ đạo Tây Nam bộ.